# Jero (vliegtuigfabrikant)
Jero was een dochteronderneming van de Belgische firma Bollekens. Het was de eerste volwaardige vliegtuigfabriek van België.

## Geschiedenis
De firma Bollekens was in 1858 te in Antwerpen gesticht door de broers Eugène (1840-1917) en François-Jérome Bollekens. Het bedrijf produceerde zonneblinden, rolluiken en mouluren.
Na 1895 ging François-Jérome alleen verder samen met zijn zonen Eugène, Isidore en Joseph, en in 1909 zetten de drie zoons het bedrijf voort.
In datzelfde jaar vond in Antwerpen de Eerste Antwerpse vliegweek plaats. Een groots opgezette vliegshow met nationale en internationale luchtvaartpioniers, waaronder baron Pierre de Caters, de houder van het eerste Belgische vliegbrevet. Op de eerste dag beschadigde hij zijn vliegtuig en hij vroeg de gebroeders Bollekens - die zich onder het publiek bevonden - of zij het konden repareren. Binnen vier dagen hadden ze de reparaties uitgevoerd, en zo kon De Caters alsnog aan de laatste dag van de vliegweek meedoen. De gebroeders Bollekens hadden het toestel ook op een aantal punten wezenlijk verbeterd. Baron de Caters kocht meer vliegtuigen bij de gebroeders Bollekens, die in 1910 hun vliegtuigfabriek begonnen onder leiding van Isidore Bollekens. Aldaar bouwde men "Jero's", vernoemd naar hun vader.

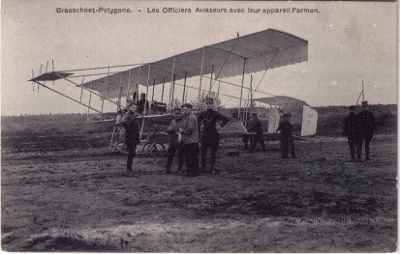
Een Henri Farman-Jero HF.3 op het vliegplein te Brasschaat

Toen baron De Caters en Jules Tyck terugkwamen van hun avontuur in India, zag De Caters zich genoodzaakt zijn vliegtuigfabriek Aviator en -school te verkopen aan Bollekens. Jero verving de Argus motoren door motoren van Gnome et Rhône en deed mee met de vliegweek van Antwerpen in 1911. De vliegtuigen van Jero kregen steeds meer erkenning en ook het Belgische leger had interesse. Het parlement kon echter niet kiezen tussen Jero en de andere aanbieder Henri Farman. Zij besloot uiteindelijk dat beide maar moesten samenwerken. De eerste order van het Belgische leger betrof vier Farman HF.3's (Eén type 1909 en een drietal Ecôle's). Daarna volgde een viertal HF.16. Farman en Jero ontwierpen samen de Farman-Jero HF20 - een verbeterde versie van de Farman HF19 - en kregen een contract voor uiteindelijk 22 exemplaren onder een paar voorwaarden:
- Men moest met zich onvoorwaardelijk ter beschikking kunnen stellen aan het leger, zowel wat betreft tijd, personeel en materieel.
- Men moest over voldoende reserve-onderdelen kunnen beschikken.

In 1912 deed Jero met een watervliegtuig mee aan de vliegweek van Temse. Enkele maanden later vloog men met dit vliegtuig een nieuw hoogterecord voor watervliegtuigen. Het leger monteerde ondertussen een mitrailleur op een Jero-Farman. Het leger vroeg Jero ook om speciale aanhangwagens om vliegtuigen te verplaatsen als dit via de lucht niet mogelijk was. In 1914 creëerde Jero een tweede proefvliegveld te Kiewit.
Bij aanvang van de Eerste Wereldoorlog bezaten vier escadrilles Farman-Jero's. Bij de terugtrekking van het leger in september 1914 moest ook Jero zich verplaatsen binnen de stelling van Antwerpen. Er volgde nog een order van de Militair Vliegwezen, het aantal personeelsleden werd verdubbeld en men werkte dag en nacht. Op 6 oktober 1914 gaf het Belgische leger Antwerpen op en moest ook Jero, met voorrang, evacueren. Met vliegtuigen, materieel en veertig man personeel kwam men via Le Havre terecht in Calais-Beaumarais, waar de Technische dienst van het Belgische leger was gevestigd onder leiding van Georges Nélis. In 1916, midden in de oorlog, werd het contract door het leger plotseling ontbonden, met als reden dat men geen burgers wil inzetten. Nélis was echter de mening toegedaan dat een naoorlogse vliegtuigindustrie gecentraliseerd moest worden, letterlijk door de industrie in Brussel te plaatsen en figuurlijk door de nieuwe industrie een monopoliepositie te geven door deze het alleenrecht te geven op militaire aankopen. Na in totaal tachtig toestellen te hebben gebouwd lag de Bollekens-fabriek volledig stil en gekwalificeerd personeel vertrok naar Franse en Engelse fabrieken; een enorme aderlating voor de Belgische luchtvaartindustrie, wat Georges Nélis later veel kritiek opleverde door de beste Belgische vlieger uit de Eerste Wereldoorlog Willy Coppens. De Farman-types die Bollekens produceerde in die tijd waren vergeleken met toestellen van de concurrentie echter ook zwaar verouderd en het Belgische leger kon in 1916 eindelijk betere buitenlandse vliegtuigen aanschaffen. Bollekens procedeerde vele jaren lang tegen de staat om genoegdoening, want zelfs een lintje voor bewezen diensten kon er niet vanaf.
De broers keerden terug naar Antwerpen, waar alles door de Duitsers was vernield. Ze verdeelden alles. Eugène en zijn zoon Charles trokken in het ouderlijk huis en gingen verder in de rolluiken. Isidore en een andere zoon van Eugène, Joseph begonnen in 1921 een garage op het terrein van de voormalige steenfabriek Briqueteries Anversois de Duffel. In 1923 vestigde Eugène zich eveneens in Duffel, waar hij en zijn zoons Joseph, Henri en François een carrosserie-afdeling begonnen. In 1950 overleed Eugène en ging Charles alleen verder met de rolluikenfabriek, terwijl de drie andere zoons de carrosseriefabriek overnamen. In december 1972 sloot deze fabriek zijn deuren.

## Vliegtuigtypen
- Jero Nº 9 Antwerpen 1911
- Jero watervliegtuig
- Henri Farman-Jero HF.3
- Henri Farman-Jero HF.16
- Henri Farman-Jero HF.20
- Henri Farman-Jero HF.22

### In licentie
- Farman F.40
- Maurice Farman MF.11

### In opdracht
- Farman/Bollekens GN-1 (GN staat voor Georges Nélis)
- Farman/Bollekens GN-2
- Farman/Bollekens GN-3
- Farman/Bollekens GN-4
- Farman/Bollekens GN-5

1. ↑  Bollekens Eugene - 10-3-1840 / 12-11-1917, bouwde samen met broer François tweedekkervliegtuigen. Gearchiveerd op 4 april 2023.